# Estratonice (esposa de Demetri II de Macedònia)
Estratonice (en llatí Stratonice, en grec antic Στρατονίκη) fou una princesa selèucida filla d'Antíoc I Sòter i de Estratonice, i reina consort de Macedònia.
Es va casar amb Demetri II de Macedònia. Va romandre un temps a Macedònia però no es pot establir quant de temps, ja que la data de l'enllaç no consta. L'any 239 aC va abandonar Grècia disgustada amb el seu marit que s'havia casat amb Ftia la filla d'Olimpíada de l'Epir, i es va retirar a Síria, on va incitar al seu nebot Seleuc II Cal·línic a venjar l'ofensa i fer la guerra a Macedònia, però no va reeixir. Alguns relats diuen fins i tot que va tractar de casar-se amb Seleuc.
Seleuc estava molt ocupat en recuperar les províncies revoltades, Babilònia i altres províncies de l'Imperi, contra el seu germà Antíoc Hierax, en l'anomenada "guerra dels germans" l'any 236 aC, i no li va fer cas. En absència del rei, Estratonice va organitzar una rebel·lió a Antioquia però en tornar Seleuc va recuperar fàcilment la ciutat. Estratonice va fugir a Selèucia on va ser assetjada i feta presonera i finalment executada, segons diu l'historiador Justí.